# وزارة السياحة (السعودية)
وزارة السياحة والتي كانت تعرف سابقاً باسم الهيئة العامة للسياحة والتراث الوطني هي وزارة تعنى بالقطاع السياحي في السعودية، وذلك بتنظيمه وتنميته والترويج له وتعزيز دوره وتذليل العوائق التي تحول دون نموه، بما يتوافق مع مكانة المملكة وقيمها. وتعنى الوزارة بالعمل على الاهتمام بالسياحة، بالإضافة إلى مشاركة القطاع الخاص وتشجيعه ليكون له دوراً رئيسياً في إنشاء وتأسيس المنشآت السياحية الاستثمارية.
وأجرت المملكة ضمن رؤية 2030 عدداً من الإصلاحات الشاملة في عدد من القطاعات ومنها قطاع السياحة، إذ فتحت أبوابها للسياحة، ورحبت بالزائرين من 49 دولة من خلال توفير التأشيرات الإلكترونية فور وصولهم، كما تبذل جهوداً كبيرة للحفاظ على التراث المادي وغير المادي، وتضم أرضها مئات المواقع الثقافية والتراثية من بينها 5 مواقع مدرجة ضمن قائمة منظمة اليونسكو للأمم المتحدة التي تعد المملكة عضوًا مؤسسًا فيها، وعضوًا في مجلسها التنفيذي المنتخب في نوفمبر 2019.

## التأسيس
مرت وزارة السياحة بعدة مراحل لتصل إلي هيكلها الحالي وتصبح الجهة الرسمية الأولى المسؤولة عن القطاع السياحي وقطاع التراث الوطني بالمملكة.
صدر قرار مجلس الوزراء رقم (9) بتاريخ 12-01-1421هـ، والذي قضى بإنشاء «الهيئة العليا للسياحة» تأكيداً على اعتماد السياحة قطاعاً إنتاجياً رئيسياً في الدولة، خاصة فيما يتعلق بجذب المواطن السعودي للسياحة الداخلية، وزيادة فرص الاستثمار وتنمية الإمكانات البشرية الوطنية وتطويرها وإيجاد فرص عمل جديدة للمواطن السعودي. في 28-02-1424هـ، صدر الأمر الملكي رقم أ/2 بضم «وكالة الآثار» إلى «الهيئة العليا للسياحة»، لتصبح الهيئة مسؤولة عن كل ما يتعلق بقطاع الآثار إلى جانب مسؤوليتها عن القطاع السياحي. وفي 16-03-1429 هـ، صدر قرار مجلس الوزراء رقم 78 بتغيير مسمى «الهيئة العليا للسياحة» ليصبح اسمها الجديد «الهيئة العامة للسياحة والآثار». وفي يوم الإثنين 12 رمضان 1436 الموافق 29 يونيو 2015، قرر مجلس الوزراء الموافقة على تعديل اسم الهيئة العامة للسياحة والآثار إلى (الهيئة العامة للسياحة والتراث الوطني). وفي يوم الثلاثاء 1 رجب 1441 الموافق 25 فبراير 2020، صدر أمر ملكي بتحويل الهيئة العامة للسياحة والتراث الوطني إلى وزارة السياحة.

## المقومات السياحية
تأكيداً على أن قطاع السياحة بالمملكة أصبح واقعا وطنيا تقف خلفه الدولة، ويستلزم قيام الجهات المسؤولة بالتخطيط لتطويره وتنميته، انطلاقاً من العديد من المقومات السياحية المتميزة التي تتمتع بها المملكة، والتي يتمثل بعضها فيما يلي:
- الكنوز الأثرية الهائلة والمواقع التاريخية النادرة والمتاحف العتيقة التي تنتمي إلى عصور وحضارات متعددة على مر الزمان، والتي تزخر بها المملكة العربية السعودية في جميع مناطقها.
- الموقع الجغرافي المتميز للمملكة بمساحتها الشاسعة، وما بها من تضاريس متباينة ذات مناخ متنوع ومناظر خلابة.
- الشواطئ الممتدة التي تتميز بها المملكة سواء على البحر الأحمر، أو الخليج العربي، وما بينهما من تنوع واختلاف يجذب السائحين.
- التراث الثقافي وعادات وتقاليد الشعب السعودي الفريدة، وما يتميز به من كرم وضيافة.
- البنية التحتية المترامية، والخدمات الحديثة الراقية، وتوجه الدولة الأصيل نحو تطوير وتنمية القطاع السياحي.
- ما تتمتع به المملكة العربية السعودية من استقرار سياسي وأمني وازدهار اقتصادي، وتطور مجتمعي.[3]

## الهدف
كان الهدف من وزارة السياحة، منذ اللحظة الأولى، هو الاهتمام بالقطاع السياحي بجميع جوانبه في المملكة العربية السعودية، وذلك بتنظيمها وتنميتها وترويجها. كما تعمل وزارة السياحة وتطلع دائما إلى تعزيز دور قطاع السياحة وتذليل عوائق نموه معتمدة على عوامل ومقومات هائلة تتمتع بها المملكة، هذا بالإضافة إلى الاهتمام بالآثار والمحافظة عليها وتفعيل مساهمتها في التنمية الثقافية والاقتصادية.
وتطلع وزارة السياحة إلى أن يتوافق دور القطاع السياحي ونموه مع مكانة وقيم ودور المملكة في الحضارة الإنسانية وتأثيرها في المجتمع الدولي، باعتباره رافداً مهماً من روافد الاقتصاد الوطني.

## الرؤية والمهمة
تنطلق رؤية المملكة العربية السعودية للقطاع السياحي من بعد قيمي ومجتمعي وحضاري في المقام الأول، يتبعها بعد اقتصادي محلي ودور دولي فاعل ومتفاعل مع القيم والمجتمعات الأخرى.

## رؤية المملكة العربية السعودية للسياحة
تسعى المملكة العربية السعودية إلى تنمية سياحية قيمة ومميزة ذات منافع اجتماعية، وثقافية، وبيئية، واقتصادية، انطلاقا من قيمها الإسلامية، وأصالة تراثها العريق وضيافتها التقليدية.

## اهتمام المملكة العربية السعودية بالسياحة
تهتم المملكة في ظل قِيَمِها ومُقَوِّمَاِتها المتميزةِ بتنميةٍ سياحةٍ متوازنةٍ ومستدامة، تُحَقِّقُ تنوعاً اقتصادياً، وإثراءً اجتماعياً، وتوجِد فرصاً للعملِ، وتحافظُ على البيئةِ والأصالةِ الثقافية. وتعتمد تلك المهمة على المشاركة الفعالة بين القطاعين العام والخاص في تحقيقها، فالقطاع العام يتولى دور التحفيز والإرشاد التخطيطي وتوفير البنية الأساسية اللازمة للتنمية السياحية والمعلومات والدراسات والبحوث، في حين يتولى القطاع الخاص الدور الرئيس في الاستثمار السياحي المباشر، وتنفيذ السياسات التنموية والتسويقية لصناعة السياحة، والمحافظة على جودتها ونوعيتها وتنوعها، مع تدريب وتأهيل القوى العاملة الوطنية لتمثيل السياحة الوطنية خير تمثيل، كل ذلك في إطار المحافظة على البيئة والأصالة التي تتميز بها المملكة.

## رؤية وزارة السياحة
تعد وزارة السياحة مركزاً للتحفيز السياحي، وتعمل من خلال شراكة وثيقة مع الأطراف والشركاء المعنيين لتحقيق رؤية ومهمة القطاع السياحي في المملكة، وتكون الداعم الأساسي لإحداث التنمية السياحية المستدامة التي تتماشى مع الثوابت الإسلامية والقيم الاجتماعية والثقافية والبيئية السائدة في المملكة.

## مهمة وزارة السياحة
تعمل وزارة السياحة على تسهيل تنمية مستدامة وناجحة لصناعة السياحة في المملكة من خلال توفير توجه واضح لهذه الصناعة، والعمل من خلال الشراكة الوثيقة مع رواد الصناعة والشركاء لإيجاد وتهيئة مناخ تستطيع هذه الصناعة الناشئة من خلاله تحقيق درجة عالية من الاكتفاء الذاتي. وفيما يتعلق بمهمة الوزارة تجاه قطاع التراث الوطني للمملكة، فإن الوزارة ستقوم بتعزيز قدرة قطاع الآثار والتراث الوطني والمتاحف وحماية تلك الآثار، وتسجيلها، واستكشافها، والتنقيب عنها ودراستها، وتطوير المتاحف والتراث العمراني، وزيادة المعرفة بعناصر التراث الثقافي بالمملكة، وإدارة التراث الوطني والآثار والمتاحف بشكل فعال، وتهيئة الموارد الثقافية ليتم تطويرها وعرضها على أفراد المجتمع في إطار تعزيز السياحة الثقافية، وتحفيز استثمارات القطاع الخاص في مشاريع الآثار والمتاحف.

## برنامج الوزارة المتكامل في تنمية السياحة الوطنية
في إطار السعي لترجمة التوجه الحكومي في الإصلاح وإعادة الهيكلة الاقتصادية إلى واقع ملموس وأفعال مُشاهَدَة، قامت الوزارة بما يلي:

- تبني منهجية علمية شاملة في التخطيط والتنفيذ للمشروع الاقتصادي الوطني لتنمية السياحة في المملكة خلال عشرين سنة، بما يتضمنه المشروع من إستراتيجية عامة لتنمية قطاع السياحة وتطويره، وخطة تنفيذية، واستراتيجيات للتنمية السياحية في المناطق.
- طرح وتنفيذ برنامج متكامل في التنمية السياحية، تضمن حتى الآن ما يزيد عن مائة وخمسة وعشرين مشروعاً وبرنامجاً، تحت عدد من المبادرات الأساسية. ويتوافق هذا البرنامج مع طموحات خطط التنمية الشاملة، وتوجهات الدولة في التطوير الإداري والاقتصادي.
- تمثل هذه المبادرات برنامجاً متكاملاً لتنفيذ ما يدخل في اختـصاصات الوزارة، وترجمة فعلية للخيارات والإجراءات اللازمة لمواجهة التحديات والتغلب على العوائق الاجتماعية والمؤسسية والتنظيمية والإدارية والتمويلية والاستثمارية التي تجابه تنمية السياحة، من خلال خطط تنفيذية تفصيلية ومتكاملة يتم إنجازها وفق مسار زمني.
- تتطلع الوزارة إلى الاستفادة من برنامجها، ومضمون المبادرات التي يشملها، على مستوى الدولة بما يحقق نقلة نوعية مهمة في أداء مؤسسات الدولة وأجهزتها المختلفة، ويسهم في تحقيق التنمية الشاملة لمختلف القطاعات.

## مشروع تنمية السياحة الوطنية
قامت وزارة السياحة ابتداءً من شهر ذي الحجة 1421هـ (مارس 2001م)، وبشكل متزامن مع عملية بنائها المؤسسي، بالتخطيط لمشروع اقتصادي وطني متكامل يهدف إلى تنمية السياحة في المملكة والمناطق خلال السنوات العشرين القادمة، ويأتي ذلك من منظور الوزارة لأهمية التخطيط الاستراتيجي في تحقيق الأهداف ورفع الكفاءة الاقتصادية والإدارية والتنظيمية.
أثمر هذا المشروع التخطيطي الشامل في مراحله الثلاث عن إعداد الاستراتيجية العامة لتنمية السياحة الوطنية، والخطة التنفيذية الخمسية (مرحلة العناية المركزة)، و (13) استراتيجية للتنمية السياحية لجميع مناطق المملكة.

## شعار الوزارة
جاء تصميم شعار وزارة السياحة ليعبر عن هويتها، وينم عن رؤيتها، وليكون علامة دالة على نشاطها وأهدافها التي تسعى لتحقيها انطلاقا من تلك الهوية والرؤية. وشكلت مراحل تصميم الشعار قصة بحث ودراسة لمسيرة وسيرة السياحة بالمملكة وبلورة أفكار تلك الصناعة، إذ تم تكليف مؤسسة متخصصة، وتعيين فريق من الخبراء في شؤون التسويق والإعلان للتعرف على الوزارة من الداخل، وزيارة مناطق المملكة، ومراقبة صناعة السياحة السعودية عن كثب، فكان المنتج هو هذا الشعار.
ولم يكن الشعار بألوانه المعبرة وزواياه الرامزة وليد فكرة منفردة، أو جاء ليصف نشاطًا محددًا، بل هو عمل فني مفتوح على الدلالات والقراءات المتعددة، فهو يجسد الوزارة ذاتها من خلال ألوانه الزاهية والمتناغمة تعبيراً عن عصرية المؤسسة وحداثتها، فألوان الطيف هي أبلغ تجسيد للديناميكية في العمل واتخاذ القرارات، بينما عبرت الخطوط المنحنية والمتشابكة عن طبيعة صناعة السياحة نفسها، ومبدأ الشراكة بين المعنيين الذي اعتمدته الدولة في هذه الصناعة، وتلتقي الخطوط بتناغم لتشكل النخلة (علامة الكرم والضيافة) والسيفين (علامة العراقة والأصالة والموروث)، وهو ما يعبر بتفرد وإيجاز عن مؤسسة رسمية سعودية حديثة.
وفي الوقت الذي ترمز فيه ألوان الطيف إلى الاحتفالية والتنوع الجغرافي والبيئات الغنية الوافرة، يمثل تنوعها أيضا التنوع البيئي في المملكة، كما يعبر عن التراث والأصالة السعودية واختلاف العادات الاجتماعية وموروثها الشعبي حسب المناطق التي تمثلت في الشعار بثلاث عشرة زاوية وترسم النخلة، وهي في الواقع ثلاث عشرة منطقة من مناطق المملكة الغنية بالنشاطات السياحية الجاذبة والفريدة.
كما أن طريقة رسم الخطوط وانتقالها دون عودة إلى مركز واحد يدل على انعدام المركزية في وزارة السياحة، وإنما ينساب العمل فيها بتلقائية ومشاركة فاعلة دون مركزية تؤخر الإنجاز أو تعوق التقدم.
ولعل ابتكار وزارة (خط زهير) واستخدامه في كتابة أسماء المناطق في الشعار، وجعله هوية للهيئة، يستخدم في العناوين الرئيسة لمطبوعاتها المختلفة، يؤكد عنايتها بالعودة إلى التراث واستنطاقه، وتحويله إلى أسلوب عصري راق يؤكد الانتماء، لكنه يضفي عليه لمسات التطور والانفتاح، فهذا الخط يمثل أسلوب الكتابة في أقدم نقش إسلامي اكتشف في الجزيرة العربية يعود إلى عهد الصحابة الراشدين رضوان الله عليهم، فضلاً عن كونه نابعاً من أصالة عربية إسلامية، ويستثمر أثرا ثقافيا مميزا، ويصبح علامة فارقة للهيئة ومعبراً عن هويتها وانتمائها، ومن هنا يتأكد أن شعار وزارة مفتوح للقراءات والدلالات المتعددة.

## مركز ماس

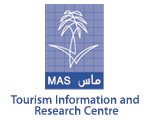
شعار ماس

مركز المعلومات والأبحاث السياحية «ماس»، وهو المركز المسؤول عن جمع المعلومات والبيانات السياحية والقيام بالأبحاث والدراسات المتعلقة بالسياحة في المملكة.
كما نصت الفقرة الثالثة من المادة الرابعة من تنظيم وزارة السياحة على «إنشاء مركز معلومات شامل، وإعداد خطة إعلامية؛ لتشجيع السياحة وتنشيطها، وذلك بعد التنسيق مع الجهات ذات العلاقة، وإصدار المواد الإعلامية اللازمة»؛ وقد أنشئ المركز بناءً على ذلك في عام 1423هـ (2002).

## برنامج مواسم السعودية 2019[6]
في فبراير 2019 أعلنت الوزارة عن إطلاق تجريبي لبرنامج «مواسم السعودية 2019»، والذي يتضمن 11 موسمًا سياحيًا تغطي أغلب مناطق المملكة، تم العمل على إنتاج البرنامج بواسطة لجنة عليا يترأسها الأمير محمد بن سلمان آل سعود، بالإضافة إلى وزارة الثقافة، الهيئة العامة للترفيه، الهيئة العامة للرياضة، والهيئة العامة للمعارض والمؤتمرات، ويعتبر البرنامج الأول من نوعه على المستوى الإقليمي، يحتوي على عدد من الفعاليات الثقافية والرياضية والترفيهية وفعاليات الأعمال، ويهدف لرفع مستوى جودة الحياة للمواطنين في السعودية، وزيادة النشاط الاقتصادي وتوفير فرص عمل للسعوديين ودعم السياحة.
- جدول مواسم السعودية لعام 2019 [7]

| الشهر                    | المنطقة                   |
| ------------------------ | ------------------------- |
| مارس                     | موسم المنطقة الشرقية      |
| مايو                     | موسم شهر رمضان المبارك    |
| يونيو                    | موسم عيد الفطر            |
| أغسطس                    | موسم عيد الأضحى           |
| أغسطس                    | موسم الطائف               |
| يونيو                    | موسم جدة                  |
| سبتمبر                   | موسم اليوم الوطني السعودي |
| أكتوبر - نوفمبر - ديسمبر | موسم الرياض               |
| ديسمبر                   | موسم الدرعية              |
| ديسمبر - يناير - فبراير  | موسم حائل                 |
| ديسمبر - يناير - فبراير  | موسم العُلا                |

## الاستثمار السياحي
يعمل قطاع الاستثمار السياحي بالتعاون مع كافة الأطراف المعنية بالسياحة، والجهات والهيئات الحكومية، وذلك لتأسيس وتطوير نموذج لسلسلة من المشاريع السياحية والاستثمار فيها. إضافة لإنشاء وتأسيس وتطوير عدد من البرامج التمويلية والشركات والوجهات السياحية الكبرى.

### مهمة قطاع الاستثمار السياحي
- تطوير استراتيجية وطنية تُعنى بجذب الاستثمار السياحي والإشراف على تنفيذها.
- التعاون مع الجهات المعنية الخارجية مثل: (وزارة التجارة، وزارة المالية، وزارة الاستثمار، والغرف التجارية والصناعية) لدعم المستثمرين.
- التنسيق مع صناديق وبرامج الإقراض الحكومية.
- تقديم الدعم لفروع المناطق، في عمليات تشجيع الاستثمار السياحي بها.
- وضع الأنظمة واللوائح.
- المساهمة في وضع ومراجعة سياسات التسعير.
- وضع الخطة الشاملة لتطوير المواقع السياحية بناءً على الاستراتيجية العامة لتنمية السياحة الوطنية.
- إنشاء قائمة للمواقع السياحية المقرر تطويرها بالتنسيق مع الجهات الخارجية، لأغراض الاستثمار السياحي.
- وضع وتحديث ومتابعة تنفيذ خطط توطين المهن السياحية، بالتنسيق مع الجهات المعنية.
- تنمية الموارد البشرية من خلال العمل على توحيد جهود مختلف الشركاء، وخلق التوافق في ما بين مهامها ومسؤولياتها.

### مشاريع الاستثمار السياحي في المملكة

#### تحفيز الاستثمارات السياحية
تتعاون الهيئة العامة للسياحة والتراث الوطني مع شركائها إلى تشجيع الاستثمارات الخاصة في قطاع السياحة، من خلال تذليل العوائق أمام المستثمرين، وتقديم حوافز استثمارية كتمويل المشاريع السياحية، وتطبيق الضوابط والأنظمة التي اتفقت عليها الهيئة مع القطاعات المختلفة، والعمل على تأسيس شركات التنمية السياحية، والترويج للفرص الاستثمارية في القطاع السياحي، إضافة إلى تقديم القروض من قبل وزارة المالية للاستثمار الفندقي، وقيام الجهات الحكومية بإيصال خدمات البنية التحتية للمواقع السياحية، ومنح الحوافز والتسهيلات لمشاريع قطاع السياحة.

#### مركز خدمات الاستثمار
تعمل الهيئة منذ تأسيسها على تفعيل فروع الهيئة في معظم مناطق المملكة، لذلك أقرت إنشاء «مراكز الاستثمار السياحي في المناطق» لتوفير البيئة المناسبة والميسرة للتواصل مع المستثمرين في المجالات السياحية، وتوفير الخدمات التي تساعد على تنمية المشاريع السياحية، ويبلغ عدد مراكز الاستثمار السياحي نحو 17 مركزًا موزعة على 17 منطقة ومحافظة بالمملكة.

## البرنامج الوطني للحرف والصناعات اليدوية
اهتمت الهيئة بتنمية قطاع الحرف والصناعات اليدوية انطلاقًا من كون النشاط الحرفي إرثًا وطنيًا يعكس الهوية الثقافية والأصالة الوطنية للمنتجات اليدوية، ولذلك ربطت الهيئة العامة للسياحة والتراث الوطني هذا القطاع مع مسارات تطوير التراث الوطني في المواقع والبرامج السياحية والفعاليات التي تعمل على تنظيمها أو الإشراف عليها، عبر التوعية والتعريف بأهمية تطوير الحرف اليدوية، وشاركت الهيئة بحملة المبادرة الوطنية لدعم الأسر المنتجة في مجال الحرف والصناعات اليدوية.
وفيما يخص الاهتمام بالحرفيين، أنشأت الهيئة مراكز للحرفيين لتنظيم عملهم في مواقع متعددة، إضافة لعمل الهيئة مع مؤسسة البريد السعودي لتسويق منتجات الحرف والصناعات اليدوية إلكترونيًا.

### مبادرات البرنامج الوطني للحرف والصناعات اليدوية
انظمت الهيئة إلى الاتحاد العربي للحرف ومقره الجمهورية التونسية، ما أتاح الفرصة لاستفادة الحرفيين في المملكة من الخبرات الدولية لدى الدول الأعضاء في الاتحاد، وبادرت الهيئة بالتواصل مع العديد من المنظمات الدولية منها منظمة اليونسكو بالتنسيق مع اللجنة الوطنية للتربية والثقافة والعلوم بوزارة التربية والتعليم للاستفادة من برامج الدعم، لإقامة ورش العمل في التدريب على الحرف والصناعات اليدوية، حيث استفاد من هذه البرامج نحو 350 حرفيا وحرفية في بعض مناطق المملكة.

## المنصة الموحدة للسياحة
تهدف المنصة الموحدة للسياحة إلى تقديم رحلة رقمية شاملة تتمحور حول المستفيدين باستخدام البيانات، وتعمل على ربط منظومة القطاع السياحي مع المستثمرين ومقدمي الخدمات والقوى العاملة وأصحاب المصلحة الآخرين، وتمكين الممارسات المعنية بصقل مهارات القوى العاملة بالقطاع السياحي.

## إنجازات
في عام 2022م تقدمت السعودية في مجال السياحة ضمن «مؤشر تطوير السفر والسياحة (TTDI)» عشرة مراكز من المرتبة 43 إلى المرتبة 33 عالميا في تقرير المنتدى الاقتصادي العالمي، ومن أهم هذه المراتب:
- 10 مراتب في بيئة الأعمال.
- 9 مراتب في أولوية السفر والسياحة.
- مرتبة واحدة في التعامل مع الارتفاع في الطلب والأثر الناتج عنه.

قفزات مهمة في مؤشرات الأداء:
- من 8 إلى 1، في توقيت توفير البيانات السياحية.
- من 47 إلى 48، البنية التحتية في الخدمات السياحية.

في عام 2023 حققت المملكة رقمًا قياسيًا جديدًا في إنفاق الزوار القادمين من الخارج خلال الأرباع الثلاثة الأولى من عام 2023م، حيث بلغ إجمالي إنفاق الزوار أكثر من 100 مليار ريال للأرباع الثلاثة الأولى من العام 2023م. كما حققت المملكة في العام ذاته دخول سبعة وعشرون مليون سائح أجنبي وفق ما صرح به وزير السياحة أحمد بن عقيل الخطيب.

## وصلات خارجية
- مجلة ترحال
- مجلة السياحة السعودية Saudi Voyager
- نشرة سياحة وآثار سعودية
- السياحة السعودية
- المتاحف
- التراخيص
- ملتقى السفر والاستثمار السياحي
- منظمة السياحة العالمية